# 24-Stunden-Rennen von Spa-Francorchamps 2016

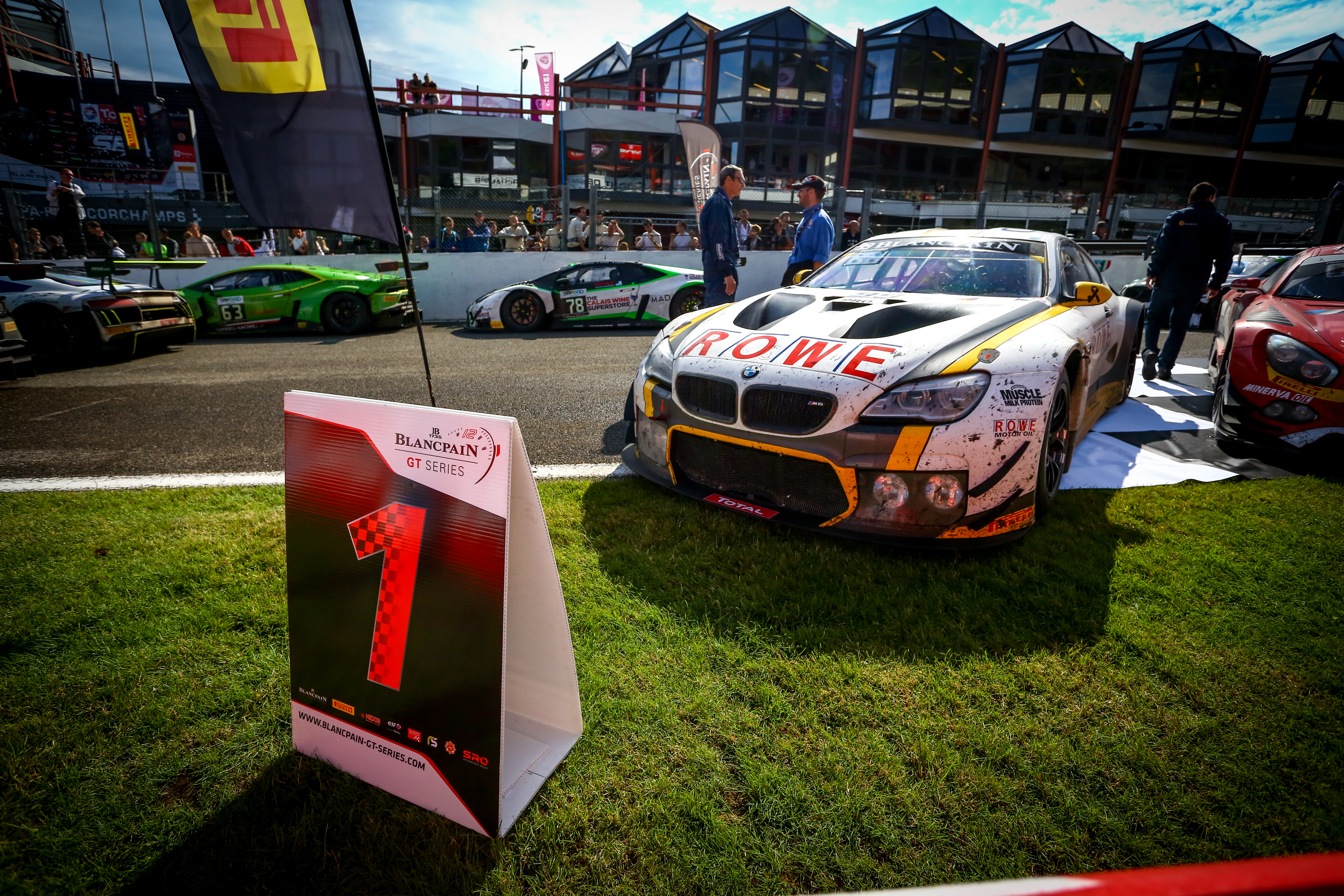
BMW M6 GT3; Siegerwagen von Philipp Eng, Maxime Martin und Alexander Sims

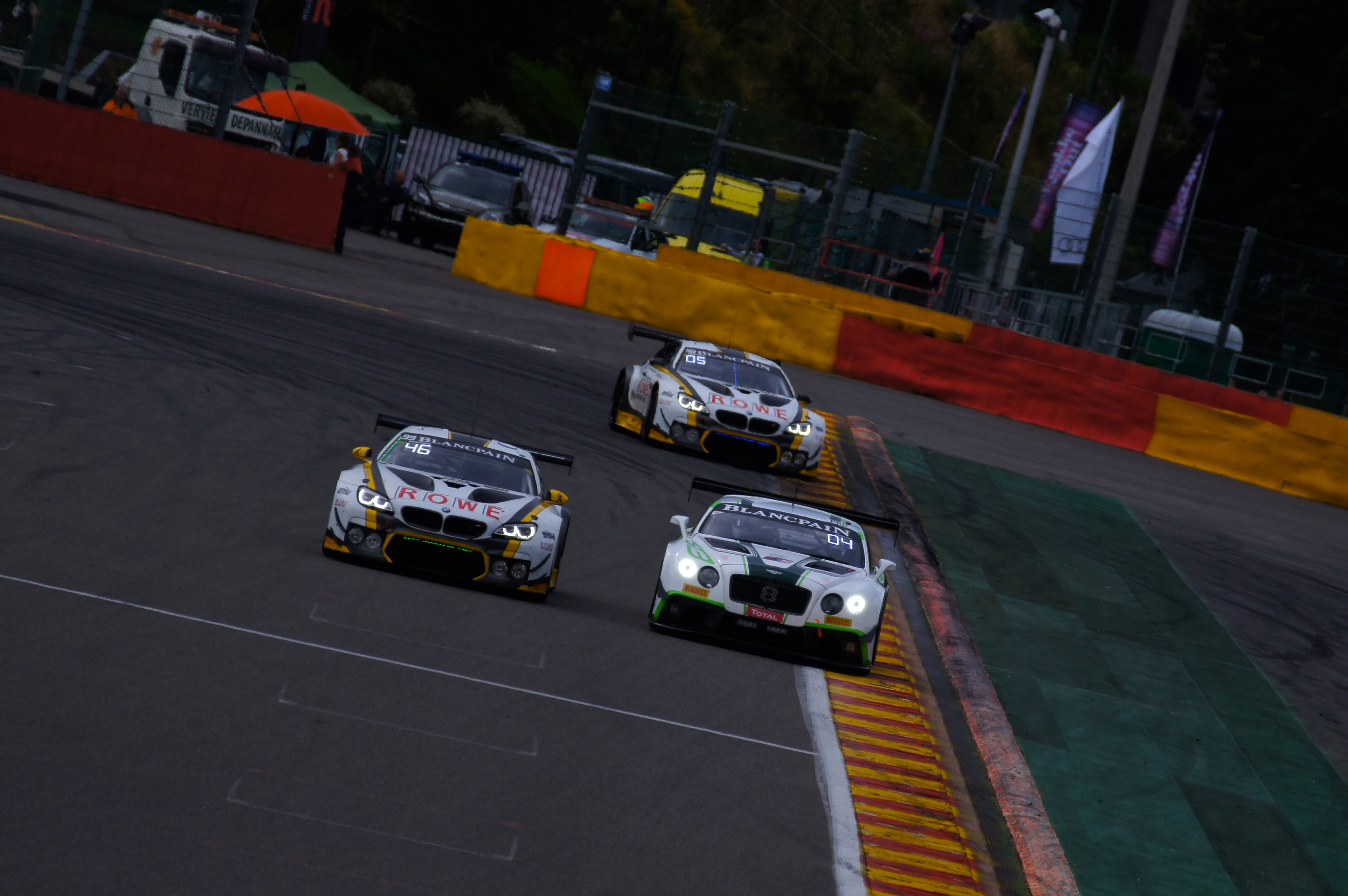
Links der siegreiche BMW M6 GT3, daneben der viertplatzierte Bentley Continental GT3, dahinter der Rowe-BMW M6 GT3 mit der Startnummer 98

Das 68. 24-Stunden-Rennen von Spa-Francorchamps, auch 24 Hours of Spa, fand am 30. und 31. Juli 2016 auf dem Circuit de Spa-Francorchamps statt und war der vierte Wertungslauf der Blancpain GT Series dieses Jahres.

## Das Rennen
Nach dem Erfolg von Markus Palttala, Lucas Luhr und Nicky Catsburg im Z4 GT3 2015, gewann auch 2016 ein BMW das 24-Stunden-Rennen. Philipp Eng, Maxime Martin und Alexander Sims siegten im neu entwickelten M6 GT3. Dazu der Maxime Martin nach seinem Heimsieg: „Unglaublich, ich habe es zehnmal versucht und jetzt klappt es! Das ist mein bester Sieg aller Zeiten! Wir haben geführt, wir lagen hinten. Wir hatten Glück mit den Full Course Yellows, wir hatten Pech mit den FCYs. Jetzt hier oben zu stehen ist fantastisch. Ich fühle vor allem totale Erleichterung.“
Die sechs gemeldeten Mercedes-AMG GT3 mussten das Rennen mit einer Fünf-Minuten-Stop-and-Go-Strafe aufnehmen. Den schnellsten Fahrzeugen im Feld (Im Qualifikationstraining lagen die sechs Mercedes an der Spitze des Klassements) wurden außerdem alle Trainingszeiten gestrichen, weil die Zündzeitpunkte der AMG-Wagen nicht mit den Homologationsdaten übereinstimmten. Die Rennwagen von Audi und Bentley verloren die Siegchancen durch technische Defekte und Strafen. 30 Minuten vor Rennende sorgte ein Gewitterregen für eine Fülle an Dreher und Unfällen, wodurch der Mercedes mit der Startnummer 88 noch an die zweite Stelle nach vorne kam. Maximilian Götz, Thomas Jäger und Gary Paffett verloren im Mercedes mit der Startnummer 86 den dritten Platz drei Runden vor Schluss wegen einer Durchfahrtsstrafe. Laurens Vanthoor versuchte im Audi R8 LMS GT3 in den letzten Runden am Mercedes von Felix Rosenqvist vorbeizugehen, musste sich aber mit Rang drei zufriedengeben.

## Ergebnisse

### Schlussklassement
| 1           | Pro-Cup      | 99  | Rowe Racing                | Philipp Eng Maxime Martin Alexander Sims                                  | BMW M6 GT3                   | 531 |
| 2           | Pro-Cup      | 88  | AKKA ASP                   | Felix Rosenqvist Tristan Vautier Renger van der Zande                     | Mercedes-AMG GT3             | 531 |
| 3           | Pro-Cup      | 28  | Belgian Audi Club Team WRT | Nico Müller René Rast Laurens Vanthoor                                    | Audi R8 LMS GT3              | 531 |
| 4           | Pro-Cup      | 8   | Bentley Team M-Sport       | Wolfgang Reip Andy Souček Maxime Soulet                                   | Bentley Continental GT3      | 530 |
| 5           | Pro-Cup      | 86  | HTP Motorsport             | Maximilian Götz Thomas Jäger Gary Paffett                                 | Mercedes-AMG GT3             | 530 |
| 6           | Pro-Cup      | 84  | HTP Motorsport             | Dominik Baumann Maximilian Buhk Jazeman Jaafar                            | Mercedes-AMG GT3             | 529 |
| 7           | Pro-Cup      | 26  | Saintéloc Racing           | Grégory Guilvert Christopher Haase Mike Parisy                            | Audi R8 LMS                  | 527 |
| 8           | Pro-Cup      | 4   | Belgian Audi Club Team WRT | Bertrand Baguette Adrien de Leener Pierre Kaffer                          | Audi R8 LMS                  | 527 |
| 9           | ProCup       | 75  | ISR Racing                 | Edoardo Mortara Filip Salaquarda Marlon Stöckinger                        | Audi R8 LMS                  | 527 |
| 10          | Pro-Am-Cup   | 76  | IMSA Performance           | Thierry Cornac Maxime Jousse Raymond Narac Patrick Pilet                  | Porsche 911 GT3              | 527 |
| 11          | Pro-Cup      | 16  | GRT Grasser Racing Team    | Jeroen Bleekemolen Mirko Bortolotti Rolf Ineichen                         | Lamborghini Huracán GT3      | 527 |
| 12          | Pro-Cup      | 3   | Belgian Audi Club Team WRT | Filipe Albuquerque Rodrigo Baptista Sérgio Jimenez                        | Audi R8 LMS                  | 526 |
| 13          | Pro-Am-Cup   | 74  | ISR Racing                 | Philippe Giauque Henry Hassid Nicolas Lapierre Franck Perera              | Audi R8 LMS                  | 526 |
| 14          | Pro-Cup      | 101 | Attempto Racing            | Fabio Babini Patric Niederhauser Daniel Zampieri                          | Lamborghini Huracán GT3      | 526 |
| 15          | Pro-Cup      | 19  | GRT Grasser Racing Team    | Michele Beretta Andrea Piccini Luca Stolz                                 | Lamborghini Huracán GT3      | 525 |
| 16          | Pro-Cup      | 50  | AF Corse                   | Pasin Lathouras Alessandro Pier Guidi Michele Rugolo                      | Ferrari 488 GT3              | 524 |
| 17          | Pro-Am-Cup   | 666 | Barwell Motorsport         | Oliver Gavin Phil Keen Jon Minshaw Joe Osborne                            | Lamborghini Huracán GT3      | 524 |
| 18          | Pro-Cup      | 7   | Bentley Team M-Sport       | Vincent Abril Steven Kane Guy Smith                                       | Bentley Continental GT3      | 524 |
| 19          | Pro-Am-Cup   | 89  | AKKA ASP                   | Laurent Cazenave Michael Lyons Morgan Moullin-Traffort Daniele Perfetti   | Mercedes-AMG GT3             | 523 |
| 20          | Pro-Cup      | 00  | AMG Team Black Falcon      | Yelmer Buurman Maro Engel Bernd Schneider                                 | Mercedes-AMG GT3             | 523 |
| 21          | Pro-Cup      | 85  | HTP Motorsport             | Luciano Bacheta Indy Dontje Clemens Schmid                                | Mercedes-AMG GT3             | 522 |
| 22          | Pro-Am-Cup   | 11  | Kessel Racing              | Alessandro Bonacini Michał Broniszewski Andrea Rizzoli Giacomo Piccini    | Ferrari 488 GT3              | 521 |
| 23          | Pro-Am-Cup   | 34  | Scuderia Praha             | David Fumanelli Josef Král Matteo Malucelli Jiří Písařík                  | Ferrari 488 GT3              | 519 |
| 24          | Pro-Am-Cup   | 44  | Oman Racing Team           | Jonny Adam Ahmad Al Harthy Devon Modell Darren Turner                     | Aston Martin V12 Vantage GT3 | 518 |
| 25          | Pro-Am-Cup   | 78  | Barwell Motorsport         | Marco Attard Tom Kimber-Smith Leo Machitski Marco Mapelli                 | Lamborghini Huracán GT3      | 517 |
| 26          | Pro-Am-Cup   | 56  | AMG Team Black Falcon      | Daniel Juncadella Oliver Morley Miguel Toril Abdulaziz Al Faisal          | Mercedes-AMG GT3             | 516 |
| 27          | Pro-Cup      | 90  | AF Corse                   | Alessandro Balzan Raffaele Giammaria Ezequiel Pérez Companc               | Ferrari 458 Italia GT3       | 515 |
| 28          | Pro-Am-Cup   | 38  | Antonelli Motorsport       | Michela Cerruti Cédric Sbirrazzuoli Loris Spinelli Gilles Vannelet        | Lamborghini Huracán GT3      | 514 |
| 29          | Pro-Cup      | 1   | Belgian Audi Club Team WRT | Will Stevens Dries Vanthoor Frédéric Vervisch                             | Audi R8 LMS                  | 514 |
| 30          | Pro-Am-Cup   | 29  | Konrad Motorsport          | Rik Breukers Jules Gounon Luca Rettenbacher Christopher Zöchling          | Lamborghini Huracán GT3      | 513 |
| 31          | Pro-Cup      | 58  | Garage 59                  | Rob Bell Côme Ledogar Shane van Gisbergen                                 | McLaren 650S GT3             | 513 |
| 32          | Am-Cup       | 888 | Kessel Racing              | Nicola Cadei Vadim Gitlin Liam Talbot Marco Zanuttini                     | Ferrari 458 Italia GT3       | 513 |
| 33          | Pro-Cup      | 57  | AMG Team Black Falcon      | Adam Christodoulou Hubert Haupt Andreas Simonsen                          | Mercedes-AMG GT3             | 512 |
| 34          | Am Cup       | 51  | Spirit of Race             | Matteo Cressoni Francisco Guedes Peter Ashley Mann Rino Mastronardi       | Ferrari 488 GT3              | 512 |
| 35          | Pro-Am Cup   | 132 | Lago Racing                | Roger Lago Steve Owen David Russell Jonathon Webb                         | Lamborghini Gallardo R-EX    | 509 |
| 36          | Am-Cup       | 333 | Rinaldi Racing             | Pierre Ehret Alexander Mattschull Rinat Salikhov Marco Seefried           | Ferrari 488 GT3              | 506 |
| 37          | Pro-Am-Cup   | 22  | Nissan GT Academy Team RJN | Ricardo Sánchez Romain Sarazin Matthew Simmons Sean Walkinshaw            | Nissan GT-R Nismo GT3        | 506 |
| 38          | Pro-Am-Cup   | 40  | Easy Race                  | Ferdinando Geri Daniel Mancinelli Gregory Romanelli Niccolò Schirò        | Ferrari 488 GT3              | 505 |
| 39          | Am-Cup       | 69  | ARC Bratislava             | Miroslav Konôpka Andrzej Lewandowski Zdeno Mikuláško Teodor Myszkowski    | Lamborghini Huracán GT3      | 502 |
| 40          | Pro-Cup      | 60  | Garage 59                  | Luís Felipe Derani Bruno Senna Duncan Tappy                               | McLaren 650S GT3             | 500 |
| 41          | Pro-Cup      | 98  | ROWE Racing                | Nicky Catsburg Stef Dusseldorp Dirk Werner                                | BMW M6 GT3                   | 497 |
| 42          | Pro-Am-Cup   | 63  | GRT Grasser Racing Team    | Diego Alessi Dennis Andersen Anders Fjordbach Nicolas Pohler              | Lamborghini Huracán GT3      | 488 |
| 43          | Pro-Am-Cup   | 25  | Saintéloc Racing           | Marco Bonanomi Frédéric Bouvy Christian Kelders Marc Rostan               | Audi R8 LMS                  | 484 |
| 44          | Pro-Cup      | 23  | Nissan GT Academy Team RJN | Alex Buncombe Lucas Ordoñez Mitsunori Takaboshi                           | Nissan GT-R Nismo GT3        | 481 |
| 45          | Pro-Am-Cup   | 10  | Ombra Racing               | Matteo Beretta Giovanni Berton Stefano Costantini Stefano Gattuso         | Lamborghini Huracán GT3      | 480 |
| 46          | Pro-Am-Cup   | 52  | AF Corse                   | Duncan Cameron Matt Griffin Riccardo Ragazzi Aaron Scott                  | Ferrari 488 GT3              | 471 |
| 47          | National-Cup | 911 | RMS                        | Jean-Marc Bachelier Howard Blank Yannick Mallegol Fabrice Notari          | Porsche 991 GT3 Cup          | 470 |
| 48          | National-Cup | 230 | SpeedLover                 | Wim Meulders Grégory Paisse Pierre-Yves Paque Philippe Richard            | Porsche 991 GT3 Cup          | 468 |
| 49          | Pro-Cup      | 114 | Emil Frey Racing           | Jonathan Hirschi Christian Klien Markus Palttala                          | Jaguar XK Emil Frey G3       | 446 |
| 50          | Pro-Cup      | 6   | Audi Sport Team Phoenix    | Christopher Mies Frank Stippler Markus Winkelhock                         | Audi R8 LMS                  | 425 |
| 51          | Am Cup       | 27  | Saintéloc Racing           | Michael Blanchemain Jean-Paul Buffin Valentin Hasse-Clot Gilles Lallemant | Audi R8 LMS ultra            | 424 |
| 52          | Pro-Am-Cup   | 100 | Attempto Racing            | Louis Machiels Jeroen Mul Max van Splunteren Giovanni Venturini           | Lamborghini Huracán GT3      | 415 |
| 53          | Pro-Cup      | 14  | Emil Frey Racing           | Albert Costa Lorenz Frey Stéphane Ortelli                                 | Jaguar XK Emil Frey G3       | 408 |
| 54          | Am-Cup       | 30  | Team Parker Racing         | Chris Harris David Perel Derek Pierce Carl Rosenblad                      | Bentley Continental GT3      | 376 |
| Ausgefallen |              |     |                            |                                                                           |                              |     |
| 55          | Pro-Am-Cup   | 55  | AT Racing                  | Francesco Castellacci Marco Cioci Thomas Flohr Piergiuseppe Perazzini     | Ferrari 488 GT3              | 333 |
| 56          | Pro-Cup      | 2   | Belgian Audi Club Team WRT | Robin Frijns Stuart Leonard Michael Meadows                               | Audi R8 LMS                  | 302 |
| 57          | Pro-Am-Cup   | 12  | Boutsen Ginion             | Julien Darras Olivier Grotz Karim Ojjeh Arno Santamato                    | BMW M6 GT3                   | 257 |
| 58          | Am-Cup       | 49  | Kaspersky Motorsport       | Rui Águas Stéphane Lémeret Alexander Moiseev Davide Rizzo                 | Ferrari 458 Italia GT3       | 254 |
| 59          | Am-Cup       | 41  | Classic and Modern Racing  | Romain Brandela Timothé Buret Bernard Delhez Mickaël Petit                | Ferrari 458 Italia GT3       | 244 |
| 60          | Am-Cup       | 42  | Classic and Modern Racing  | Sylvain Debs David Loger Eric Mouez Thomas Nicolle                        | Ferrari 458 Italia GT3       | 223 |
| 61          | Pro-Cup      | 59  | Garage 59                  | Alex Fontana Struan Moore Andrew Watson                                   | McLaren 650S GT3             | 208 |
| 62          | Pro-Am-Cup   | 24  | Team Parker Racing         | Ian Loggie Callum MacLeod Andrew Meyrick Tom Onslow-Cole                  | Bentley Continental GT3      | 168 |
| 63          | Pro-Am-Cup   | 15  | BMW Team Italia            | Stefano Colombo Max Koebolt Giorgio Roda Martin Tomczyk                   | BMW M6 GT3                   | 96  |
| 64          | Pro-Am-Cup   | 77  | Attempto Racing            | Nicolas Armindo Kévin Estre Jürgen Häring Clément Mateu                   | Porsche 911 GT3 R            | 33  |
| 65          | Pro-Am-Cup   | 53  | AF Corse                   | Olivier Beretta Lorenzo Bontempelli Giancarlo Fisichella Motoaki Ishikawa | Ferrari 488 GT3              | 33  |

### Nur in der Meldeliste
Zu diesem Rennen sind keine weiteren Meldungen bekannt.

### Klassensieger
| Klasse       | Fahrer              | Fahrer        | Fahrer           | Fahrer          | Fahrzeug               | Platzierung im Gesamtklassement |
| ------------ | ------------------- | ------------- | ---------------- | --------------- | ---------------------- | ------------------------------- |
| Pro-Cup      | Philipp Eng         | Maxime Martin | Alexander Sims   |                 | BMW M6 GT3             | Gesamtsieg                      |
| Pro-Am-Cup   | Thierry Cornac      | Maxime Jousse | Raymond Narac    | Patrick Pilet   | Porsche 911 GT3        | Rang 10                         |
| Am-Cup       | Nicola Cadei        | Vadim Gitlin  | Liam Talbot      | Marco Zanuttini | Ferrari 458 Italia GT3 | Rang 32                         |
| National-Cup | Jean-Marc Bachelier | Howard Blank  | Yannick Mallegol | Fabrice Notari  | Porsche 991 GT3 Cup    | Rang 47                         |

### Renndaten
- Gemeldet: 65
- Gestartet: 65
- Gewertet: 54
- Rennklassen: 4
- Zuschauer: unbekannt
- Wetter am Renntag: warm, Starkregen am Rennende
- Streckenlänge: 7,004 km
- Fahrzeit des Siegerteams: 24:02:18,980 Stunden
- Gesamtrunden des Siegerteams: 531
- Gesamtdistanz des Siegerteams: 3719,124 km
- Siegerschnitt: 154,600 km/h
- Pole Position: René Rast – Audi R8 LMS (#28) – 2:18,505 = 181,800 km/h
- Schnellste Rennrunde: René Rast – Audi R8 LMS (#28) – 2:18,793 = 181,600 km/h
- Rennserie: 4. Lauf zur Blancpain GT Series 2016